# Haghpat
Architektonický komplex Haghpat leží v arménské provincii Lorri poblíž městečka Alaverdi, na pravém břehu řeky Dzoraget asi 10 km od hranic s Gruzií. Klášter představuje vrchol religiózní architektury, jejíž jedinečný styl se vyvinul ze směsi prvků byzantské církevní architektury a tradiční lidové architektury kavkazské oblasti.
Klášter Haghbat byl založen za vlády krále Abbáse III. Bagratouni (Milosrdného) (928–951) v těsném sousedství kláštera Sanahin. Oba kláštery pocházejí z období prosperity v průběhu Kiurikjanské dynastie (10. až 13. stol) a byly důležitým centrem arménské vědy a umění.
Klášter je zapuštěný v zeleném kopci. Dominantu tvoří štíhlá a vysoká zvonice, jinak je klášter zvenčí málo nápadný. Po příchodu dovnitř ale překvapí velké množství kostelů a kaplí a také krásné vstupní a propojovací haly. Zajímavá je knihovna, kde jsou ve stěnách niky na knihy a v podlaze zapuštěné nádoby na víno, snad aby se lépe studovalo. Fantastická je vstupní hala hlavního chrámu, která má své velké rozpětí zastřešeno originální kamennou klenbou, jež sestává ze čtyř klenutých oblouků, které jsou vzájemně propojené a tak získávají potřebnou stabilitu.
Celkem klášter zahrnuje osm budov obklopených opevněnými hradbami. Nejstarší budovou komplexu je chrám sv. Kříže (St. Nishan), který byl postaven v letech 976 až 991. Podnět k jeho výstavbě dala královna Xosrovanowš, manželka krále Ašóta III. Milosrdného. Je to jednolodní kostel s klenbou. Zvnějšku vyhlíží jako pravoúhlá budova, jeho interiér má však tvar kříže. Ve čtyřech vnitřních rozích chrámu jsou čtyři kaple. Kamenné schodiště vede do zvláštní lóže určené pro královskou rodinu. Stěny jsou vyzdobeny původními freskami pocházejícími ze 13. století.
K západní straně chrámu je připojena sloupová síň, kterou dala vybudovat princezna Miriam, dcera krále Geurikjana III. v r. 1185 jako mausoleum pro členy královské rodiny Geurikjanů. Později byla sloupová síň částečně zbourána a nahrazena v r. 1201 klenutým atriem. Počínaje 11. stoletím byly postupně postaveny další budovy kláštera: Chrám sv. Gregory (1005), chrám Svaté Panny a portál chrámu sv. Kříže (1201), velká křížová chodba (1257), zvonice (1245), knihovna a reflektář (13. stol.)
Třípodlažní budova zvonice je jedním z nejlépe zachovalých středověkých děl arménské architektury. Je umístěna na vyvýšené části areálu. Základem stavby je podoba kříže a spodní dvě podlaží slouží jako kaple, v nichž je umístěno celkem 7 oltářů.

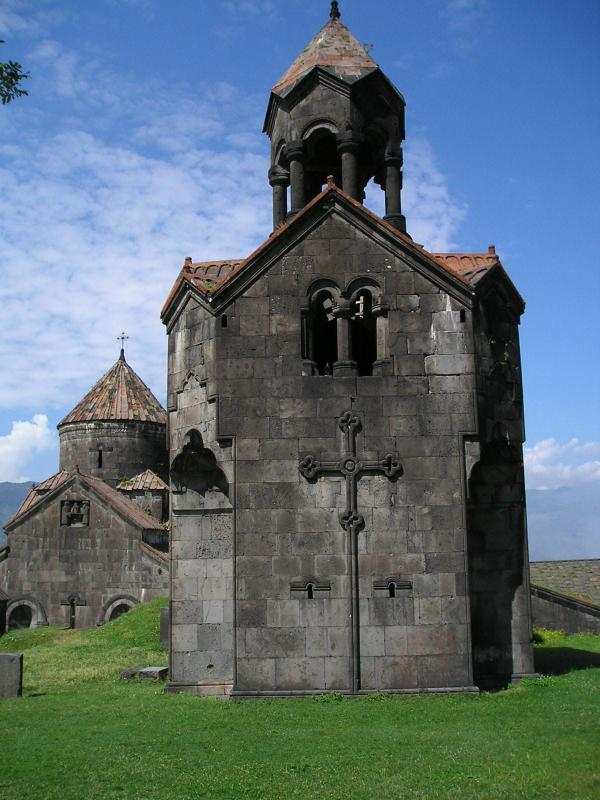
Zvonice kláštera Haghbat

Klášter dnes patří Arménské apoštolské církvi.
V roce 1996 byl klášter zapsán na Seznam světového dědictví UNESCO. V roce 2000 byl na seznam přidán i nedaleký (3 km vzdálený) klášter Sanahin a oba jsou vedeny pod společnou položku Kláštery Haghpat a Sanahin.